# Mistrzostwa Świata w Poławianiu Bursztynu
Mistrzostwa Świata w Poławianiu Bursztynu – zawody odbywające się corocznie w wakacje na plażach polskiego wybrzeża, organizowane od 1998. Finały odbywają się w miejscowości Jantar. Zawody polegają na wyławianiu i wybieraniu jak największej liczby bursztynowych bryłek w wyznaczonym czasie. Do poszukiwania bursztynu zawodnicy używają kaszorów i grabi.